# Steff Cras
Steff Cras (født 13. februar 1996 i Geel) er en cykelrytter fra Belgien, der er på kontrakt hos Team TotalEnergies.